# Charlotte Depaepe
Charlotte Depaepe, née le 20 janvier 1995 à Lille, est une reine de beauté française, couronnée Miss Prestige National 2018. Elle est la 8e lauréate à gagner ce prix.

## Biographie

### Enfance
Charlotte Depaepe est née à Lille, le 20 janvier 1995. Durant ses premières années, Charlotte est suivie par une orthophoniste car elle présente des difficultés d'élocution et de compréhension. Face aux doutes, ses parents l'amènent consulter un ORL qui ne diagnostique aucun trouble particulier. C'est lors du bilan des 5 ans, dans son établissement scolaire, que l'infirmière confirme les doutes de ses parents. Charlotte rencontre alors un autre professionnel, spécialisé dans la surdité de l'enfant, qui pose le diagnostic de surdité sévère bilatérale, présumée de naissance. Quelques mois après, Charlotte se fait appareillée des deux oreilles lui permettant de rattraper son retard, d'apprendre à parler, à compter, à lire. Mais son appareillage et ses difficultés d'élocution lui valent des remarques désobligeantes de la part de ses camarades qui ne semblent pas accepter cette différence.  
Elle poursuit malgré tout sa scolarité dans un établissement ordinaire, grâce au soutien de ses parents mais aussi de sa grand-mère maternelle qui l'accompagne chaque jour et l'aide dans son apprentissage. Elle est également suivie en parallèle par des professionnels qui l'accompagnent au sein de l'Institut de Réhabilitation de l'Audition et de la Parole (IRPA) à Ronchin, une école spécialisée pour les enfants sourds et malentendants. En plus des séances d'orthophoniste hebdomadaire, elle suit des cours de musique et apprend les percussions. Elle rencontre ainsi d'autres enfants de son âge, également atteints de surdité, de tous les degrés confondus.  
Charlotte pratique les arts martiaux et notamment le karaté pendant plus de 10 ans. Elle participe à de nombreuses compétitions et remporte plusieurs prix. Elle multiplie également de nombreux loisirs artistiques puisqu'elle a fait de la danse contemporaine, du cirque, de la chorale, du théâtre et plus tard, la photographie et le mannequinat.  
Durant sa scolarité au collège, et face à son bon niveau en mathématiques, son professeur lui propose d'intégrer une équipe de bridge. Avec sa partenaire, elles participent à une première compétition locale qui lui permettent d'être qualifiées pour le championnat régional, puis pour le championnat de France de Bridge à Paris.

### Études
L'année de sa terminale, elle obtient son baccalauréat avec mention très bien, et se classe première, lors du concours d'entrée en formation de soins infirmiers avec une note de 19/20 à l'écrit et 20/20 à l'oral. Elle obtient ainsi son diplôme en 2017, qu'elle fait ensuite valider comme licence afin d'intégrer un Master de Management des Etablissements Sanitaires et Sociaux, qui lui permettra par la suite de diriger une ou plusieurs structures telles qu'une maison de retraite ou une maison d'accueil pour les personnes en situation de handicap. 

### Élections de Miss et couronnement
Poussée par une amie, elle participe à une première élection locale de Miss, en 2015 pour laquelle elle obtient un titre de dauphine. Elle y retrouve plusieurs de ses passions comme la danse et le défilé, et éprouve un réel plaisir sur scène. Moins de deux mois après sa première élection, elle est élue Miss Bapaume Sud Artois 2015 et se qualifie pour Miss Nord Pas de Calais 2016, à laquelle elle obtient le prix du jury. Mais elle n'adhère pas à certains principes de l'organisation et décide de ne pas poursuivre.   
Par la suite, elle est contactée par l'organisatrice régionale du concours Miss Prestige National, créé par Geneviève de Fontenay en 2010, qui lui propose de s'inscrire au casting. Retenue, elle participe à l'élection régionale et décroche le titre de première dauphine. Mieux préparée, elle tente de nouveau sa chance l'année suivante, et devient Miss Prestige Flandre en décembre 2017. Moins d'un mois plus tard, elle participe à la finale nationale à Saint-Etienne. 
Le 13 Janvier 2018, elle est élue Miss Prestige National devant un jury composé notamment de Rebecca Hampton et Julien Lepers. Elle succède ainsi à Cécile Bègue. La jeune fille souhaite profiter de son titre pour aborder la question du handicap, et démontrer que la différence n’est pas un obstacle à la réussite. Harcelée durant sa scolarité à cause de son handicap, elle souhaite également partager son vécu pour sensibiliser les plus jeunes et participer à des actions de lutte contre le harcèlement scolaire. À compter de septembre 2018, Charlotte décide de prendre une année sabbatique afin de pouvoir assister à toutes les élections régionales et mener des actions autour du handicap et du harcèlement comme elle l'avait souhaité dès le début de son règne.   
Selon ces propres déclarations, la nouvelle miss a reçu un grand nombre de messages de la part d’enfants malentendants et d’adolescents avec un handicap autre que la surdité qui, « surpris » par son élection déclare vouloir, aux aussi, « y arriver », indiquant que cette réussite est un exemple pour les motiver.
Le samedi 12 janvier 2018, elle cède sa couronne à la nouvelle Miss Excellence France 2019, Maëva Serradji venant de la région Provence, à la salle de Spectacle Le ZÉPHYR de Hem. Mais son année de Miss ne s'achève pas là, puisqu'elle part représenter la France au Concours Miss Glam World 2019 qui s’est déroulé le 27 avril en Inde, et au cours de laquelle elle obtient l’écharpe de Miss Beautiful Face.

### Actions
Durant son année de Miss Prestige National, Charlotte participe à plusieurs manifestations autour du handicap, dont le salon du Handicap, à Paris. Mais c'est surtout après son année, qu'elle consacre une partie de son temps pour mener des actions autour du handicap. En collaboration avec l'Académie de Lille, elle mène des actions de sensibilisation autour du handicap auprès de collégiens. Elle sensibilise ainsi plus de 1 000 élèves à la surdité, notamment par le biais de mise en situation et de démonstration du matériel.

## Palmarès
- Miss Bapaume Sud-Artois 2015
- 1re dauphine de Miss Prestige Artois-Cambrésis 2016
- 2de dauphine de Miss Prestige Artois-Hainaut Cambrésis 2017
- Miss Prestige Flandre 2017 à Leers
- Miss Prestige National 2018 à Saint-Étienne
- Miss Glam World France 2019 à Cochin ~ Prix du plus beau visage en Inde.
- Miss Tourism World France 2019 ~ Top 10 Miss Tourism World 2019.